# 仮面舞踏会 (横溝正史)
『仮面舞踏会』（かめんぶとうかい）は、横溝正史の長編推理小説。「金田一耕助シリーズ」の一つ。
本作を原作として、現在（2014年3月）までにテレビドラマ2作品が制作されている。

## 概要
本作は1962年7月号から雑誌『宝石』で連載されるが、1963年2月号で横溝正史の風邪のため中断。その後、何度にもわたる改稿の末、1974年に書き下ろし作品として刊行された。角川文庫版の冒頭には「江戸川乱歩に捧ぐ」という一文がある。本作の連載を開始した1962年は作者が還暦の年で、乱歩は作者に「横溝は偉いもんだ、還暦の年になってまだ書いてる」と言ってくれたのに、「それを中絶したんじゃ乱歩にすまんと思った」と作者は述べている。
本作の時代は1960年（昭和35年）に設定されており、金田一耕助が活躍する長編としては、比較的に新しい時代となる。軽井沢の別荘地を舞台に、旧華族、芸能人、音楽家、学者らを登場人物として、横溝長編としては怪奇色を極力抑えた作品である。警察側に屈折した若手エリートを配したり新機軸も多い。しかしながら、他の代表作である『犬神家の一族』や『獄門島』などと同じく、第二次世界大戦や血縁というものが重要な要素となっている。
作者は本作を自選ベスト10の7位に挙げており、その理由として、兄事する西田政治が「おまえの作品のなかでも上位にランクされるべきもの」と折紙をつけてくれたから、と説明している。
2021年12月に作者の遺族から寄贈され、二松学舎大学が調査を進めていた資料の中から、本作の草稿（200字詰め原稿用紙660枚）が新たに発見された。登場人物像などに、連載とも単行本とも異なる記述があるという。2022年10月、吉備路文学館（岡山市北区）で開催されたの特別展「横溝正史生誕120年」の新たな目玉として草稿が初めて一般公開された。

## ストーリー
金田一耕助が軽井沢で心中を試みた男女を発見し、片方の田代信吉を救った1959年（昭和34年）8月16日のこと、同じ軽井沢で元子爵で戦前の二枚目映画スター・笛小路泰久の死体が軽井沢のプールで発見された。酔ったうえでの事故として処理されたが、その前年の1958年（昭和33年）暮れに新劇俳優の阿久津謙三が交通事故で死んでおり、地元軽井沢署の日比野警部補は2人と過去に結婚・離婚している映画女優で銀幕の大スターの鳳千代子に疑いの目を向ける。
鳳千代子は、過去に4回の結婚・離婚歴を持っていた。彼女の最初の結婚相手である笛小路泰久とは美沙という娘をもうけ、美沙は笛小路の母・篤子の元で育てられるようになったが、笛小路は応召し、終戦後復員したものの映画界への復帰には失敗する。笛小路と円満に協議離婚した千代子は、その後も娘の美沙のために笛小路家に経済援助を行っていた。2番目の結婚相手は阿久津謙三で、同じ新劇女優の妻・藤村夏江を捨てさせて一緒になったが、これも長続きしなかった。3番目は洋画家の槇恭吾、4番目が作曲家の津村真二で、いずれも長く続かず離婚に至っている。
そして1960年（昭和35年）8月14日、千代子は飛鳥元忠公爵の次男で、戦後神門財閥を作り上げた財界の大物の飛鳥忠熈と恋愛中で、飛鳥は台風の襲来を迎えていた軽井沢の別荘に、千代子も近くの高原ホテルを訪れていたところ、その軽井沢の一角で槇恭吾が彼の別荘のアトリエで殺されているのが発見された。飛鳥忠熈は千代子の夫であった男が次々に死んだ件について金田一耕助に調査を依頼していたのだが、その金田一がちょうど軽井沢に滞在していたので槇の件についても捜査を依頼した。
地元警察の日比野警部補や近藤刑事が捜査を行っている中、金田一たちが現場に駆けつけると、槇は鍵のかかったアトリエの中で机の上に突っ伏して死んでいた。死因は青酸カリを服用されたものであった。槇の死体を移動した机の上には朱色と緑色のマッチ棒が、そのままの形であったり折られたりして、意味ありげに並べられていた。死体の尻には蛾の鱗粉が付着していた。
捜査の結果、槇は津村真二の音楽会の切符を美沙に渡すために、前夜切符を取りに別荘に使いをやっていたこと、その津村が失踪していることが分かった。アトリエ脇に止まっていた車のトランクにつぶれた蛾が発見され、さらに津村のバンガローからもおびただしい蛾と3本のマッチ棒が発見されたことから、槇は津村宅で殺された後、トランクに入れられてアトリエまで運ばれたものと思われた。事件後には黒ずくめの殺し屋スタイルの男が目撃されていた。殺し屋スタイルは津村愛用のファッションであった。さらに、バンガローの窓の外には津村の元弟子であり、昨年心中未遂した田代信吉のスカーフがぶら下がっていた。
そして軽井沢には他にも美沙と祖母・篤子、忠熈の娘婿夫妻など忠熈の関係者たち、津村の弟子の立花茂樹、さらには阿久津の先妻の藤村夏江など多くの関係者が集っており、犯人探しは混迷を極める。

## 登場人物
- 金田一耕助（きんだいち こうすけ） - 私立探偵
- 等々力大志（とどろき だいし） - 警視庁警部
- 山下（やました） - 長野県警警部
- 日比野（ひびの） - 長野県警軽井沢署警部補、捜査主任
- 近藤（こんどう） - 長野県警軽井沢署刑事
- 古川（ふるかわ） - 長野県警軽井沢署刑事
- 鳳千代子（おおとり ちよこ） - 女優
- 飛鳥忠熈（あすか ただひろ） - 元公爵家の御曹司、千代子の恋人
- 飛鳥寧子（あすか やすこ） - 忠熈の妻、故人
- 飛鳥熈寧（あすか ひろやす） - 忠熈の息子、イギリスに留学中
- 神門雷蔵（しんもん らいぞう） - 寧子の父、神門財閥の創始者、故人
- 秋山卓造（あきやま たくぞう） - 忠熈の部下
- 多岐（たき） - 飛鳥家女中
- 桜井熈子（さくらい ひろこ） - 忠熈の娘
- 桜井鉄雄（さくらい てつお） - 熈子の夫
- 栄子（えいこ） - 桜井家女中
- 的場英明（まとば ひであき） - 考古学者
- 村上一彦（むらかみ かずひこ） - 的場の弟子
- 笛小路泰久（ふえのこうじ やすひさ） - 映画俳優、元子爵、千代子の最初の夫
- 笛小路篤子（ふえのこうじ あつこ） - 泰久の継母
- 笛小路美沙（ふえのこうじ みさ） - 泰久と千代子の娘
- 里枝（りえ） - 笛小路家女中
- 阿久津謙三（あくつ けんぞう） - 新劇俳優、劇団「草の実座」座長、千代子の2番目の夫
- 藤村夏江（ふじむら なつえ） - 阿久津の先妻
- 樋口操（ひぐち みさお） - 夏江の友人
- 槇恭吾（まき きょうご） - 洋画家、千代子の3番目の夫
- 根本ミツ子（ねもと ミツこ） - 槙の別荘の管理人
- 津村真二（つむら しんじ） - 作曲家、千代子の4番目の夫
- 篠原克巳（しのはら かつみ） - 新現代音楽協会理事
- 立花茂樹（たちばな しげき） - 芸術大学音楽部作曲科の学生、津村の弟子、一彦の友人
- 田代信吉（たしろ しんきち） - 芸術大学音楽部作曲科の学生、心中未遂経験あり
- 小宮ユキ（こみや ユキ） - 田代の恋人、田代と心中し死亡

## テレビドラマ

### 1978年版
『横溝正史シリーズII・仮面舞踏会』は、TBS系列で1978年6月3日から6月24日まで毎週土曜日22時 - 22時55分に放送された。全4回。五社協定の廃止から10年近く経過したこの時期のテレビドラマとしては珍しく、東宝所属または元所属の俳優を5人も出演させている。監督の長野卓も東宝出身である。
- 飛鳥忠熙の趣味が考古学という設定は無く、洋弓を趣味としている。的場英明は忠熙を政界に引き込もうとする人物である。秋山卓造は登場しない。忠熙には千代子と手を切れという脅迫状が来ていた。
- 村上一彦が飛鳥家先代の庶子であることは広く知られており、飛鳥家で鬱屈した生活を送っていた。母親は女中の多岐である。
- 原作の等々力警部と篤子が軽井沢へ同行する設定や、その前提となる台風襲来の設定は無く、代わりに金田一が篤子に衝突してひったくり扱いされる騒ぎがあり、そこで篤子が毒薬を持ち歩いている箱が出てくる。
- 田代信吉は原爆症で自分の将来を悲観している。津村の弟子という設定は無く、立花茂樹は登場しない。金田一が田代を助けたのは1年前ではなく事件の直前であり、担ぎ込んだ病院の担当看護婦が田代と心を通い合わせる。その看護婦が1年前に笛小路泰久が美沙を強姦するのを目撃しており、金田一たちにそれを証言した直後に洋弓で殺害される（忠熙を狙った誤射）。樋口操は登場せず、藤村夏江は単に阿久津の過去の発言を証言するのみである。
- 津村と熙子が一緒に居たのは桜井の別荘ではなく津村の別荘であり、そこで津村は熙子の目前で毒殺され、その状況を忠熙が詳細に目撃していた。しかし、そこで翌朝発見された死体は槇であった。病院を抜け出した田代も津村の死体を移動させる美沙を目撃しており、美沙が何者であるか確認しようとして切りつけられ、再度病院に担ぎ込まれる。津村の死体は近くに埋められていた。槇の殺害経緯は明らかにならず、自動車のトランクに死体を運んだ形跡があったこととの関連も不明なままとなる。
- 金田一はマッチ棒が色盲遺伝の説明であることに気付くが誰が色盲か判らず、ゴルフ大会を企画して関係者を集め、各グループのプレイ中に赤い糸をグリーンに置いて回る。色盲だと知られた美沙は隠していた拳銃を乱射、日和警部がゴルフボールを投げて拳銃を落とすが、田代が拾い上げ美沙を連れて逃げる。その後、田代は美沙を射殺して自殺する。

キャスト
- 金田一：古谷一行
- 日和警部：長門勇
- 鳳千代子（女優） - 草笛光子
- 飛鳥忠熙（実業家・千代子の婚約者） - 木村功
- 田代信吉 - 三ッ木清隆
- 笛小路美沙（千代子の娘） - 村地弘美
- 笛小路泰久（千代子の2番目の夫・俳優） - 久保明
- 的場英明 - 内田稔
- 津村真二（千代子の4番目の夫・作曲家） - 佐原健二
- 槇恭吾（千代子の3番目の夫・画家） - 小笠原弘
- 村上多岐（飛鳥家の女中） - 露原千草
- 古田（千代子のマネージャー） - 柳生博
- ミチ（看護婦） - 大田黒久美
- 桜井鉄雄（熙子の夫） - 若尾義昭
- 桜井熙子（忠熙の娘） - 皆川妙子
- 村上一彦（多岐の息子） - 津野哲郎
- 日比野（警部補） - 田中幸四郎
- 刑事 - 柿沼大介
- 笛小路篤子（泰久の母） - 乙羽信子

※「熈」の字体を「熙」に変えている。
スタッフ
- 企画 - 角川春樹事務所、毎日放送
- プロデューサー - 青木民男（毎日放送）、菅英久（東宝）
- 脚本 - 椋露地桂子
- 音楽 - 眞鍋理一郎
- 美術 - 本多好文
- 撮影 - 飯村正
- 照明 - 木村節二
- 録音 - 大庭弘
- 編集 - 神島帰美
- 助監督 - 加藤哲郎
- 現像 - 東洋現像所
- 衣装 - 京都衣装、中村乃武夫、武田豊子、花井幸子
- 主題歌 - 茶木みやこ「あざみの如く棘あれば」
- 監督 - 長野卓
- 制作 - 毎日放送、東宝

| 毎日放送 横溝正史シリーズII        | 毎日放送 横溝正史シリーズII           | 毎日放送 横溝正史シリーズII       |
| 前番組                             | 番組名                                | 次番組                            |
| ---------------------------------- | ------------------------------------- | --------------------------------- |
| 真珠郎 （1978年5月13日 - 5月27日） | 仮面舞踏会 （1978年6月3日 - 6月24日） | 不死蝶 （1978年7月1日 - 7月15日） |

### 1986年版
『名探偵・金田一耕助・仮面舞踏会』は、テレビ朝日系列の2時間ドラマ「土曜ワイド劇場」（毎週土曜日21時2分 - 22時51分）で1986年10月4日に放送された。
- 昭和39年夏の設定、舞台は山中湖畔に変更され、金田一は千代子と忠煕の婚約披露パーティーに招待されて出向いていた。
- 等々力警部は登場せず、篤子と同道する原作の場面に相当する設定も無い。台風は接近していたが大きな被害は出ていない。
- 笛小路家は子爵ではなく男爵である。阿久津謙三の存在および交通事故の経緯が省略され、鳳千代子の離婚歴は3回である。藤村夏江は津村真二の元妻・川上夏江に変更されており、樋口操は登場しない。桜井夫妻、秋山卓造、的場英明、立花茂樹も登場せず、村上一彦が飛鳥の先代の隠し子という設定も無い。
- 笛小路泰久は招待されなかった婚約披露パーティーに乱入した翌朝に死体で発見された。槇と津村も引き続き殺害される。槇の死体が移動された設定は無い。
- 泰久と槇恭吾は殺害直前に各々千代子に脅迫電話をかけていた。槇からの電話のあと千代子に呼ばれた忠煕は嵐をついて訪ねるが口論になってしまい、外へ飛び出した千代子を追って見失った忠煕は槇の別荘の近くを通っていた。
- サスケこと高松鶴吉は千代子と実際に『春琴抄』を原作とする映画で共演していた。血液型からは泰久も鶴吉も美沙の父親であることを否定できなかった。
- 中盤でゴルフコンペが行われ、金田一は美沙が色盲であることを確認するが、美沙が逃走する展開にはならない。そのころ津村を探して山狩りをしていた警察が銃声を聞き、槇の別荘から持ち出した猟銃で自殺した津村が洞窟の底無し穴に転落したように思えたが、津村の死体は別に発見される。
- 泰久は美沙の色盲を千代子の不義の結果と解釈し、美沙を襲い殺害された。
- 槇と津村を毒殺したのは篤子である。槇は津村にマッチ棒で色盲について説明したあと篤子を呼び出して脅迫し、津村ともども農薬を仕込んだウィスキーを飲まされた。
- 美沙は篤子が嵐をついて出かけたのを不審に思って尾行して犯行を目撃、以前から言い寄っていた田代（津村ではなく槇の弟子、心中未遂事件の設定は無い）に手伝わせて津村が槇を殺害したあと自殺したように偽装していた。金田一に恋心を抱いていた美沙は、泰久に強姦されたことも含めた経緯を湖上で告白したあと服毒自殺する。

キャスト
- 金田一：小野寺昭
- 千代子：松尾嘉代
- 飛鳥忠熙：鈴木瑞穂
- 笛小路篤子：荒木道子
- 笛小路美沙：松原千明
- 笛小路泰久：佐原健二
- 槇恭吾：上田耕一
- 津村真二：清川新吾
- 川上夏江：白川和子
- 近藤刑事：左右田一平
- 田代信吉：坂西良太
- 捜査課長：小沢象
- 刑事：北見敏之

スタッフ
- プロデューサー - 三浦朗、塙淳一
- 脚本 - 下飯坂菊馬
- 音楽 - 坂田晃一
- 撮影 - 西山誠
- 照明 - 田島武志
- 美術 - 渡辺平八郎
- 録音 - 木村瑛二
- 編集 - 山田眞司
- 企画協力 - 角川春樹事務所
- 監督 - 野村孝
- 制作 -  にっかつ撮影所、ANB

| テレビ朝日 土曜ワイド劇場                       | テレビ朝日 土曜ワイド劇場                                         | テレビ朝日 土曜ワイド劇場                                                                                              |
| 前番組                                          | 番組名                                                            | 次番組 |
| ----------------------------------------------- | ----------------------------------------------------------------- | --- |
| 密会写真の女 （原作：佐野洋） （1986年9月27日） | 名探偵金田一耕助・仮面舞踏会 （原作：横溝正史） （1986年10月4日） | 秋の特別企画 小樽殺人事件・北海〜能登〜安曇野・黒揚羽蝶は死の予告!オタモイ岬の女 （原作：内田康夫） （1986年10月11日） |